# Сирени
Sirenia пренасочва насам.  За музикалната група вижте Sirenia (група).
 Тази статия е за разреда водни бозайници.  За митологичното същество вижте Сирена (митология).  За рода земноводни вижте Сирени (род).
Сирените (Sirenia) са разред едри, растителноядни водни плацентни бозайници. Приличат на тюлени, но имат опашен плавник, вместо задни крака, с което външно се доближат до китоподобните животни.

## Устройство
Вретенообразното им тяло завършва с гръбно-коремно сплескано удължение, служещо като основен орган за движение. Кожата на тези животни е груба, тъмнокафиникаво-сива, с четинки, около устата - по-гъсти и събрани в снопчета. Подкожният слой от мазнини е много дебел. Сирените имат голяма глава без ушни миди и шия. Чифтните ноздри са разположени в края на муцуната, снабдени с клапи, които се отварят само при вдишване. Зъбите и храносмилателната им система са пригодени за смилане на морски водорасли и други водни растения.

## Разпространение и размножаване
Морските сирени са много редки и  числеността им непрекъснато намалява. Живеят сред водорасловите ливади близо до морските брегове и в устията на тропическите реки. Не излизат на сушата.
Поначало са флегматични и самотни животни, но размножителния си период се събират на неголеми групи и мъжките вероятно стават агресивни.
Бременноста при сирените продължава при някои видове 5 – 6 месеца, а при други  – около 11 месеца. Те раждат само по 1 малко.

## Семейства
- Dugongidae – Морски крави
- Trichechidae – Ламантинови